# Les Corts (Barcellona)
Les Corts è un quartiere del distretto omonimo di Barcellona (Spagna).
È la zona più centrale del distretto e fu il nucleo principale dell'antico municipio di Les Corts, aggiunto a Barcellona nel 1897, e che dà il nome a quello che più o meno è l'attuale distretto.

## Descrizione
Il quartiere combina edifici della prima urbanizzazione del XVIII e XIX secolo, con altri di nuova costruzione.
Durante gli anni '70 del XIX secolo si fecero le principali strade e la plaza del Carme, piazza centrale del quartiere.

## Demografia
Il quartiere nel 2013 aveva una popolazione di 46.183 abitanti.